# Uchū Senshi Baldios
Uchū Senshi Baldios (宇宙戦士 バルディオス, Uchū Senshi Barudiosu) és un anime japonès de 1980 de superrobots. Una pel·lícula amb el mateix títol es va estrenar el 19 de desembre de 1981 al Japó. A Catalunya aquesta pel·lícula es va estrenar en català amb el títol d'Els guerrers de l'espai l'11 d'abril de 1990.
La sèrie de televisió d'anime va ser produïda per Ashi Productions i Kokusai Eiga-sha, però va ser cancel·lada. El 1981 Toei Company va produir-ne un llargmetratge fet amb imatges de la sèrie de televisió, així com animació nova per concloure correctament la sèrie.

## Argument
L'anime comença a S-1, un món futurista la contaminació del qual durant la guerra ha obligat els seus ocupants a viure sota terra. El seu emperador és assassinat pel fanàtic militar Zeo Gattler i els seus seguidors, que paren una trampa a l'equip de científics que havia trobat una solució a la decadència ambiental del seu planeta. Els seguidors de Gattler envaeixen el laboratori de l'investigador en cap, matant els ecologistes i destruint el seu treball. Carrega la població civil a bord d'una fortalesa, l'Algol, i vola per conquerir un nou planeta. Enfadat per les accions tortuoses de Gattler, el fill de l'investigador principal (el protagonista Marin Reigan) intenta escapar. Abans que pugui, es veu atrapat en la unitat de distorsió de l'Algol i va a parar a prop de la Terra l'any 2100. Quan veu una colònia marciana destruïda per l'exèrcit Aldebaren de Gattler, en Marin s'uneix a l'organització militar Blue Fixer. La seva nau passa a formar part del mecha de Blue Fixer, el guerrer de l'espai Baldios. Marin i l'equip Blue Fixer (Jamie Hoshino, els pilots de combat Jack Oliver i Raita Hokuto, la investigadora Ella Quinstein i el comandant Takeshi Tsukikage) defensen la Terra contra Gattler i la força S-1. El conflicte acaba quan Gattler desencadena un tsunami massiu fonent els casquets polars de la Terra amb sols artificials, inundant el planeta i matant milions. Blue Fixer no pot fer res aturar-ho, i Marin mira les onades horroritzat. El nucli radioactiu de la base submarina de la Unió Mundial que amenaçava de contaminar la Terra és retirat, transportant-lo a la flota d'Aldebaren on mata en Gattler, les seves tropes i el comandant Tsukikage.
La pel·lícula Els guerrers de l'espai conté un enfrontament final entre Marin i Gattler. A la sèrie i a la pel·lícula, S-1 i la Terra són el mateix planeta. El viatge en el temps de Gattler i les seves tropes va provocar la mateixa contaminació que els va obligar a abandonar S-1, tancant el bucle temporal.

## Doblatge (pel·lícula)
| Personatge       | Japonès           | Català              |
| ---------------- | ----------------- | ------------------- |
| Marin Regan      | Kaneto Shiozawa   | Pep Sais            |
| Roza Afrodita    | Keiko Toda        |                     |
| General Gattler  | Hidekatsu Shibata | Enric Arquimbau     |
| Jennie Hoshino   | Keiko Han         | Maria Lluïsa Magaña |
| Capità Tsukikage | Katsunosuke Hori  | Joan Crosas         |
| David            | Kazuhiko Inoue a  | Víctor Pi           |
| Raita Hokuto     | Tesshō Genda      | Jordi Vilaseca      |
| Jack Oliver      | Hideyuki Tanaka   | Carles Velat        |
| Torinomias       | Takeki Nakamura   | Toni Sevilla        |
| Doctor Regan     | Masato Yamanouchi | Lluís Marco         |
| Rei Hoshino      |                   | Carles Canut        |
| Rilan            | Yuko Ochi         | Germán Josep        |
| Narrador         | Katsunosuke Hori  | Eduard Elías        |

## Videojocs
El robot Baldios va debutar en els videojocs a la franquícia Super Robot Wars, concretament amb Super Robot Wars Z del 2008 per a PlayStation 2. Baldios apareixeria a la seqüela de dues parts, 2nd Super Robot Wars Z (Hakai Hen i Saisei Hen), així com al joc per a mòbils de 2015, Super Robot Wars X-Ω.
En aquest joc, Takumi Yamazaki va donar la veu a Marin, ja que el seu actor de veu original Kaneto Shiozawa havia mort l'any 2000.